# 미국의 정부 지출

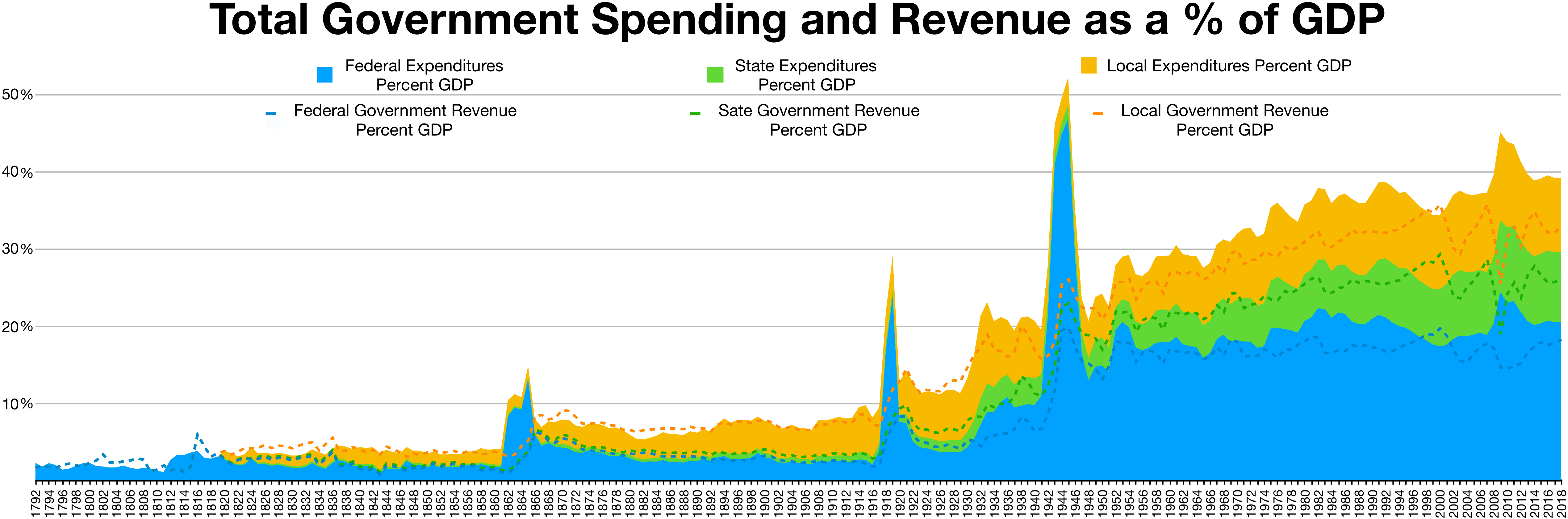

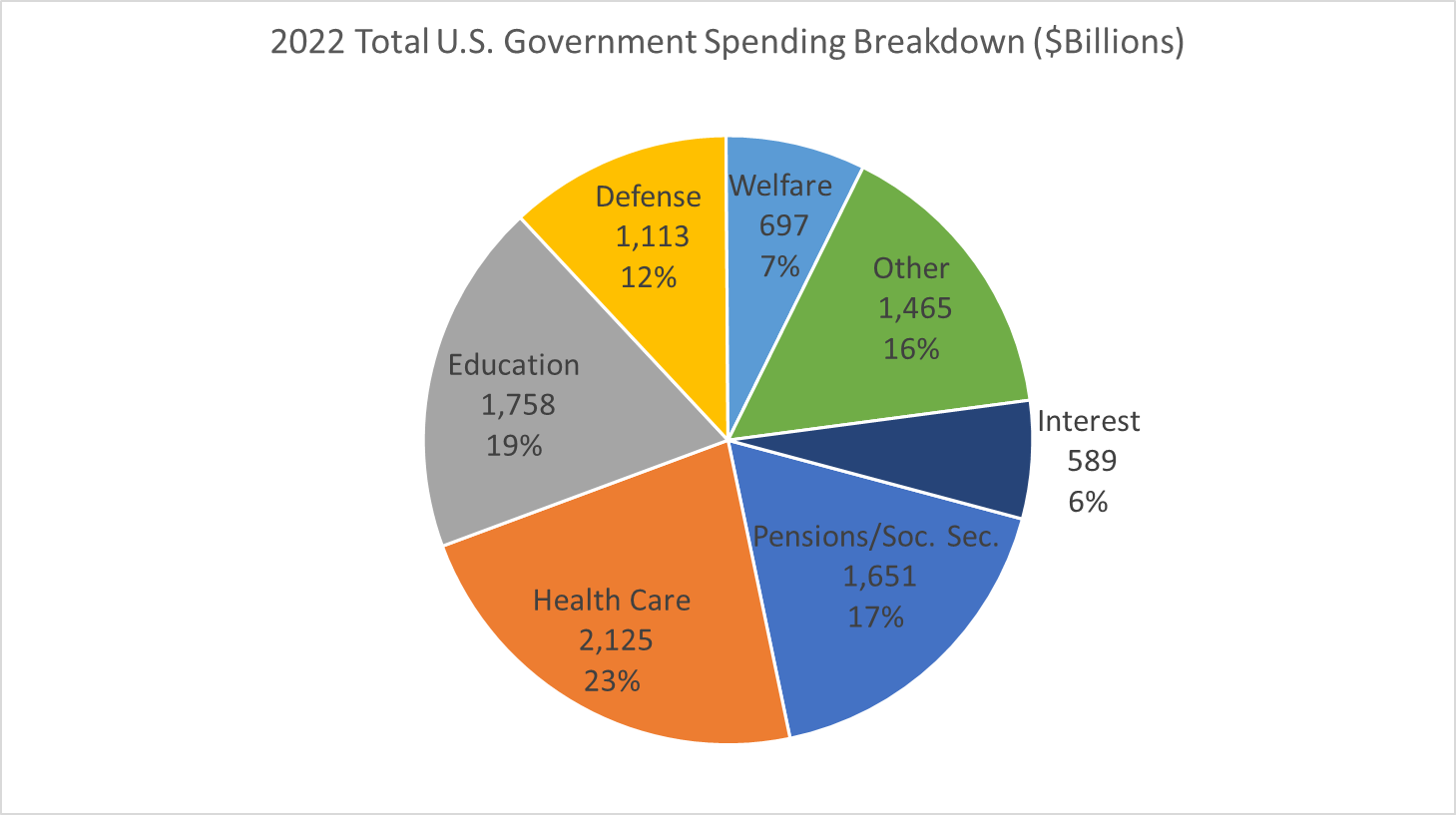
2022년 미국 정부(연방, 주, 지방 합계)의 주요 유형별 지출 파이 차트

미국의 정부 지출(영어: Government spending in the United States)은 미국 연방 정부의 지출과 주 및 지방 정부의 지출을 의미한다.

## 총 정부 지출
미국 정부의 경제분석국은 2023년 3분기 기준으로 연간 총 정부 지출(주 및 연방 포함)을 10조 77억 달러로, 연간 총 GDP를 27조 6,101억 달러로 추정하고 있으며, 이는 GDP의 36.2%에 해당한다. 주 및 지방 지출을 제외한 연방 지출은 GDP의 23%이다.
이러한 정부 총계에는 상품과 서비스를 "시장 거래를 통해 가계와 기업에 판매하는" "정부 기업"의 지출이 제외된다. 이러한 "정부 기업"에는 미국 우정청, 연방 주택청 및 기타 주택 당국, 홍수 보험, 대중교통 시스템, 공항, 수상 항구, 공공 서비스가 포함된다. 그러나 "이들의 투자, 이자 지급, 운영 흑자(또는 적자)는 정부 거래로 기록된다."
BEA는 또한 4조 7,948억 달러의 정부 소비 지출과 총 투자를 보여주는데, 여기에는 이전 지불(사회 보장과 같은), 보조금 및 이자가 제외된다. BEA는 다양한 총계를 설명한다.
OECD는 2021년 일반 정부 지출이 GDP의 44.9% 또는 1인당 31,538달러라고 보여준다.
BEA의 비율은 정부 지출만 포함하기 때문에 더 작다. OECD의 총계는 공립 대학의 등록금과 같은 수수료도 포함하기 때문에 더 크다.
국제 통화 기금이 발표한 2022년 수치에 따르면 일반 정부 지출은 9조 3,720억 달러로, GDP의 36.7%에 해당한다.

## 연방 정부 지출의 구성 요소

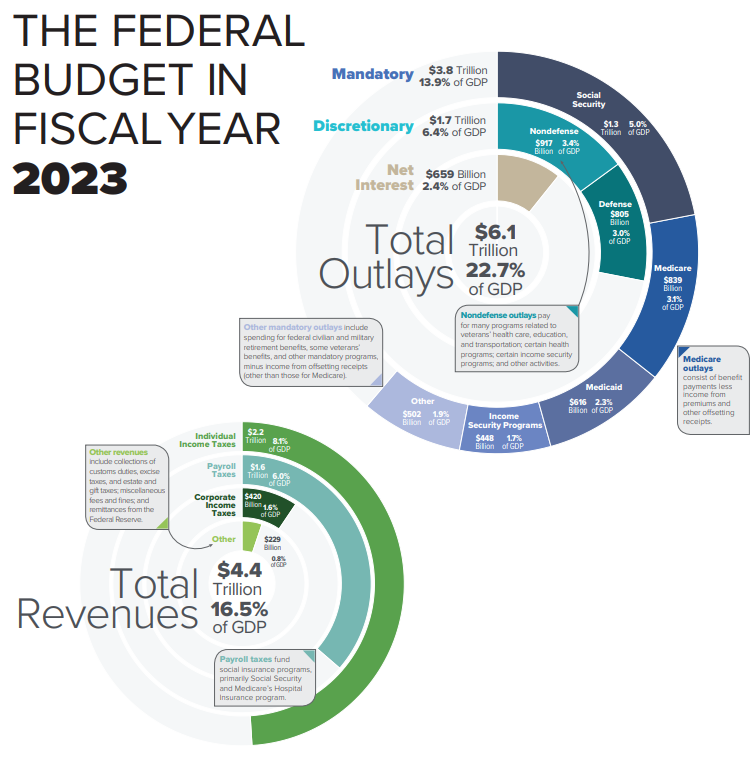
CBO: 2023 회계연도 미국 연방 지출 및 수입 구성 요소. 주요 지출 범주는 의료, 사회 보장, 국방이며, 소득세 및 급여세가 주요 수입원이다.

전 세계 대부분의 정부에서 정부 지출의 대부분은 연방/국가 수준에서 이루어진다. 2019년 기준으로 미국에서는 정부 지출의 약 55%가 연방 정부에 의해 지출되고, 나머지 45%는 주 및 지방정부에 의해 지출된다. 미국 연방 정부 지출은 크게 세 가지 범주로 나눌 수 있다: 의무/수당 지출, 재량 지출, 정부 부채 이자이다.

### 의무/수당 지출

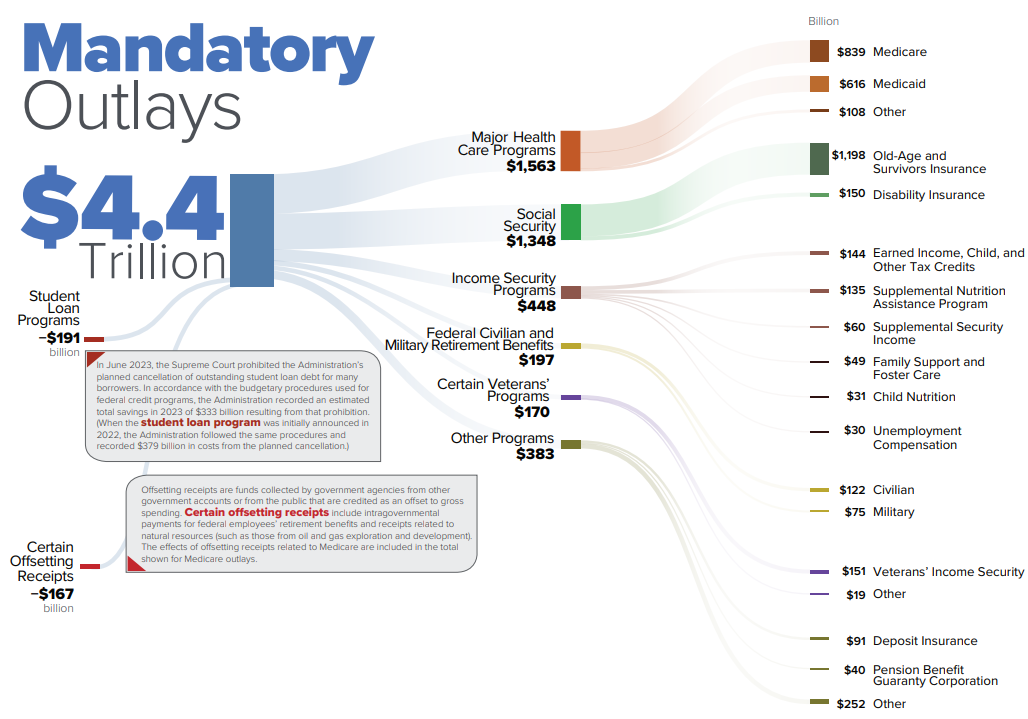
2023년 미국 연방 정부의 의무 지출

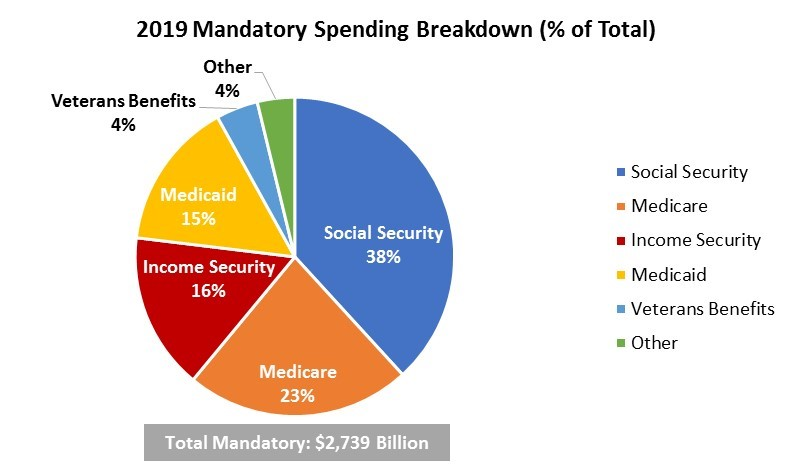
그림 A – 2019 회계연도 의무 정부 지출 내역을 예상 총 지출액의 백분율로 표시. 미국 관리예산실 기록 보관소 데이터.

의무/수당 지출은 해당 프로그램의 자격 있는 수혜자 수에 따라 자금 수준이 자동으로 결정되는 프로그램에 대한 지출이다. 의무 프로그램은 승인 법률에 따라 생성되며, 이는 미국 의회가 이 프로그램들을 운영하는 데 필요한 모든 자금을 제공해야 함을 의미한다. 이러한 프로그램에 대한 자금은 연간 예산 과정에서 조정될 수 없으며, 오히려 미국 의회가 이러한 프로그램에 대한 자금 수준을 변경할 수 있는 유일한 방법은 승인 법률을 직접 개정하는 것이다. 매년 미국 관리예산실은 이러한 프로그램에 필요한 자금을 추정하여 연간 예산에 포함시킨다.
의무 프로그램에는 다음이 포함된다:
- 사회 보장: 노인들을 위한 재정 지원.
- 의료: 메디케어 (노인 의료 보험) 및 메디케이드 (저소득층 의료 보험).
- 소득 보장: 장애 지원, 식량 및 영양 지원, 보충적 보장 소득, 근로 소득 세액 공제, 자녀 세액 공제.
- 재향 군인 혜택: 재향 군인을 위한 소득 보장 및 의료 지원.
- 기타: 농업, 에너지, 일반 정부 서비스, 국제 문제.

그림 A는 의회가 승인한 2019 회계연도 예산 기준 주요 의무 정부 지출 범주를 보여준다. 그림 A에서 보듯이 사회 보장은 단일 최대 의무 지출 항목으로, 총 2,736억 달러 중 38% 또는 거의 1조 50억 달러를 차지한다. 다음으로 큰 지출은 메디케어와 소득 보장이며, 나머지 금액은 메디케이드, 재향 군인 혜택 및 기타 프로그램으로 지출된다.

### 재량 지출

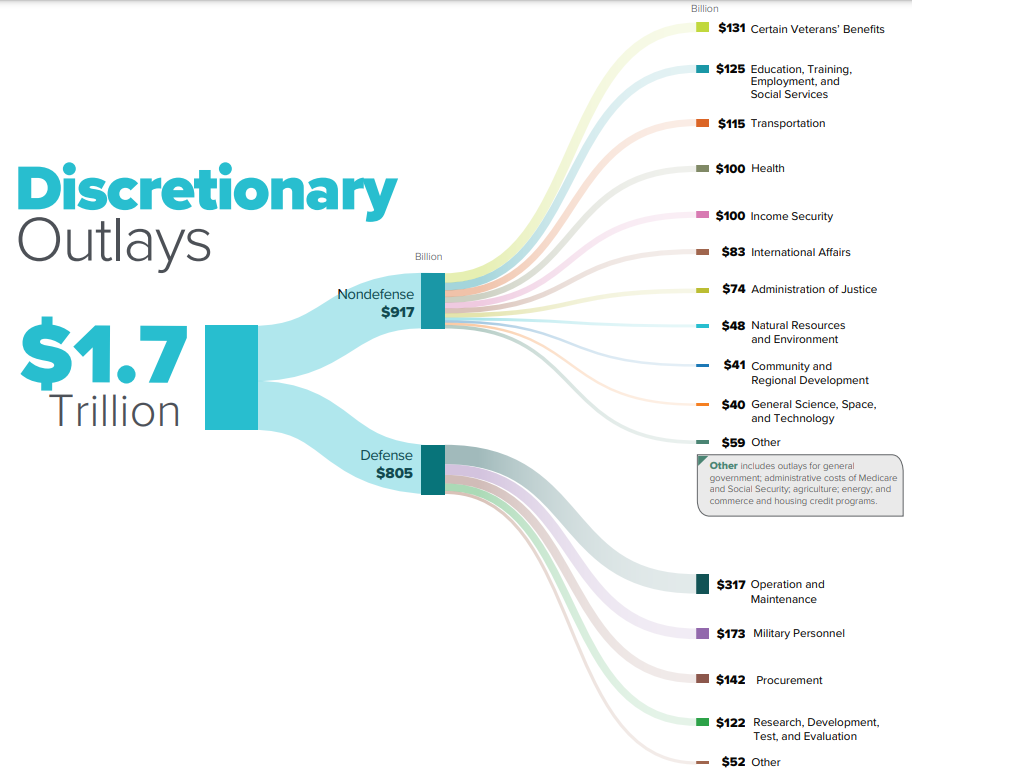
2023년 미국 연방 정부의 재량 지출 내역

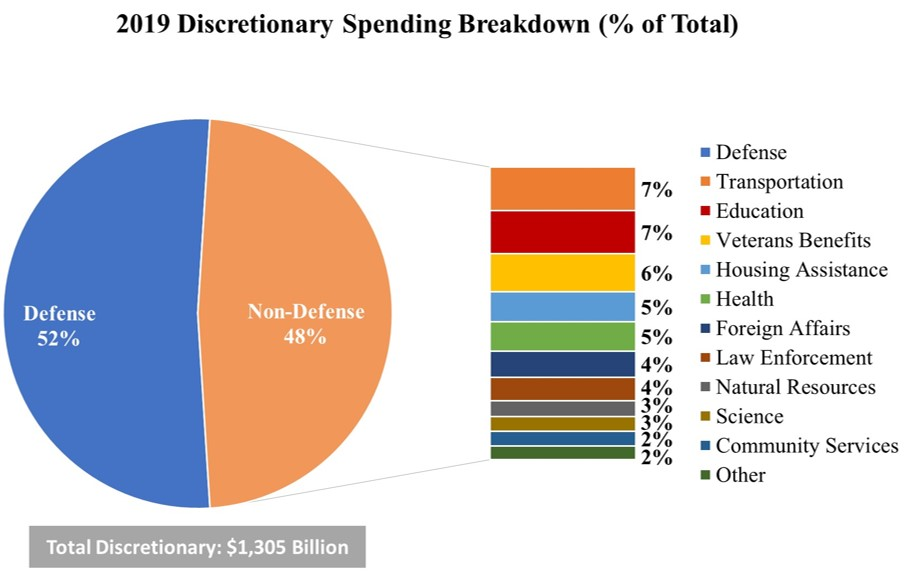
그림 B – 2019 회계연도 재량 지출 내역을 예상 총 지출액의 백분율로 표시. 미국 관리예산실 기록 보관소 데이터.

재량 지출은 의회가 매년 세출 과정을 통해 결정하는 선택적 지출이다. 미국 관리예산실에 의해 의무 지출 수준이 추정된 후, 재량 지출은 의회의 양원과 보통 현직 미국 대통령의 의견 수렴을 통해 결정된다. 미국 하원과 미국 상원의 소위원회는 각자의 분야에 재량 자금을 할당하고, 양원은 그 차이를 조정한다. 최종 지출 법안이 작성되고, 통과되어 대통령의 서명을 받으면 그 법안은 법이 된다.
재량 지출에는 다음이 포함된다:
- 국방: 미군의 유지 및 강화에 기인하는 지출.
- 비국방:
  - 교통: 도로 개선 및 수리, 항공 교통 관제, 암트랙 및 기타 기반 시설 투자.
  - 교육: K-12 교육 보조금, 학교 선택 프로그램, 장애 및 특수교육 프로그램, 점심 지원.
  - 기타 재향 군인 혜택.
  - 공중 보건, 법 집행, 자연 자원, 과학.
  - 주택 지원 및 지역 사회 서비스.
  - 외교 및 기타 지출.

그림 B는 의회가 승인한 2019 회계연도 예산 기준 주요 재량 정부 지출 범주를 보여준다. 그림에서 보듯이 재량 지출의 50% 이상이 국방에 할당된다. 나머지 48%의 자금은 교통 및 교육과 같은 비국방 항목으로 나뉜다. 2019 회계연도에 승인된 총 재량 지출은 1,305억 달러로, 총 지출의 28%에 불과하다.

#### 국방 지출

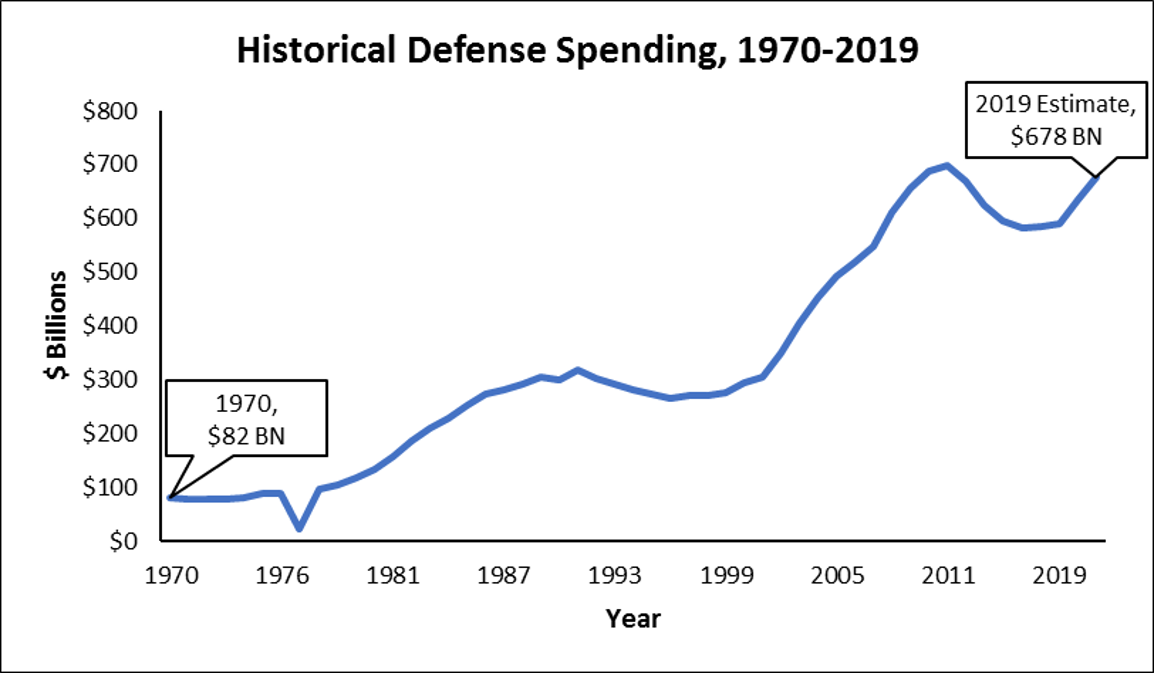
그림 C – 1970-2019년 역사적 국방 지출. 미국 관리예산실 기록 보관소 데이터.

국방 지출은 육군, 해군, 해병대, 공군을 포함한 미군의 유지 및 강화에 기인하는 모든 정부 지출을 의미한다. 의회가 승인한 회계연도 2019년 예산 기준으로 국방은 연방 예산에서 가장 큰 재량 지출 항목이다. 그림 C는 지난 수십 년간의 군사 지출에 대한 역사적 그림을 제공한다. 1970년 미국 정부는 국방에 800억 달러 이상을 지출했다. 다음 두 세기 동안 국방 지출은 꾸준히 증가하여 연간 약 3천억 달러에 달했다. 군사 지출은 1990년대에 감소했지만, 아프가니스탄 전쟁과 이라크 전쟁의 결과로 2000년대에 현저히 증가했다. 군사 지출은 오바마 행정부 동안 약간 감소했지만, 트럼프 행정부는 ISIL에 대항하기 위해 군사 지출을 늘릴 계획이었다. 국방 지출은 2019년에 6,780억 달러에 달할 것으로 예상되었는데, 이는 다음 아홉 개 국가의 군사 지출을 합한 것보다 많은 금액이다.
주요 국방 지출은 일반적으로 다음을 포함한다:
- 전력 투사: 해군력 및 공군력 지출, 포함 원자력 잠수함, 항공기, 항공모함.
- 군수품: 기존 탄약 재고 유지 및 신규 탄약 조달.
- 핵 억지력: 모든 핵 시스템 유지 및 확장.
- 해외 비상 작전: 예상치 못한 해외 전쟁에 사용 가능한 자금. 예를 들어, 이 자금은 이라크와 아프가니스탄 전쟁 비용으로 사용되었다.
- 미사일 방어: 미사일 방어 기술 개선 및 국내외 현재 기술 통합.
- 우주 시스템 및 사이버 공간 작전: 통신 제어 및 레이더 기술.

### 정부 부채 이자
종종 연방 정부는 특정 연도에 세수로 거두는 돈보다 더 많은 돈을 지출한다. 정부가 버는 돈보다 더 많이 지출할 때, 그 해에는 예산 적자가 발생한다. 추가 지출을 충당하기 위해 정부는 부채를 발행한다. 정부 부채는 연방 준비 제도 시스템을 통해 개인, 기업, 해외 주체 및 연방 정부 자체로부터 빌린 금액이다. 부채는 시간이 지남에 따라 누적된다. 대부분의 공공 부채는 재무부 증권 및 채권 형태로 보유되며, 정부는 시간이 지남에 따라 부채를 상환해야 한다. 개인, 기업 및 기타 주체가 돈을 빌려주도록 유인하기 위해 정부는 또한 이러한 당사자들에게 부채에 대한 이자를 지불해야 한다. 2019 회계연도의 이자 비용은 3,630억 달러로, 총 예산의 7.9%이다. 미국 관리예산실의 추정치에 따르면 정부 부채 이자는 2028년까지 두 배 이상 증가하여 총 지출의 더 큰 비중을 차지할 것으로 예상된다.

## 낭비 및 사기
AP 통신 분석에 따르면, 정부가 승인한 4조 2천억 달러의 COVID-19 구제 기금 중 10%가 사기를 통해 낭비되거나 도난당했다. 2023년에는 총 2,360억 달러가 '부적절한 지급'으로 지출되었다. 이러한 지급은 본질적으로 과다 지급, 부정확한 기록 유지 또는 의도적인 사기를 포함한 여러 가지 이유로 발생할 수 있는 지급 오류이다. 1,750억 달러 이상이 과다 지급에 사용되었는데, 예를 들어 사망한 개인이나 정부 프로그램 자격이 더 이상 없는 사람들에게 지급된 금액이며, 446억 달러는 알 수 없는 지급액으로 오류 여부가 불확실하다. 참고로 2015년에는 1,370억 달러, 2021년에는 최고 2,814억 달러의 부적절한 지급이 있었다. 2003년 이후 총 2조 6,800억 달러가 "부적절한 지급"에 사용되었다. 또한, 정부회계국(GAO)은 매년 2,310억~5,210억 달러가 사기로 인해 손실되며, 이는 재정 적자의 13~28%를 차지한다고 추정한다. 1990년대에 연방 정부의 모든 프로그램 및 조직에 대한 감사 의무화 법이 통과되었으며, 2013 회계연도 이후 국방부를 제외한 모든 기관이 해당 요건을 충족할 수 있었다. 국방부는 2017년에 역사상 첫 종합 감사를 실시했고, 다음 해에 즉시 실패했다. 감사관들이 국방부의 3조 5천억 달러 자산과 3조 7천억 달러 부채를 분석한 후, 관계자들은 "국방부가 자산의 약 61%를 설명할 수 없었다"고 화요일에 국방부 통제관 마이크 맥코드가 기자들에게 말했다. 2019년에 발표된 연구에 따르면 의료 지출의 20~25%가 '낭비적'으로 분류될 수 있다. 이는 약 1조 달러의 낭비 지출로 이어진다. 그러나 여기에는 공공 및 민간 부문 지출이 모두 포함된다. 590억~840억 달러가 사기 및 부패에 사용되는 반면, 2,660억 달러는 행정 비용에 사용된다. 여기에는 보험사 및 공공 프로그램에 대한 청구 및 보고에 할애되는 시간과 자원이 포함된다.

## 주 및 지방 정부 지출

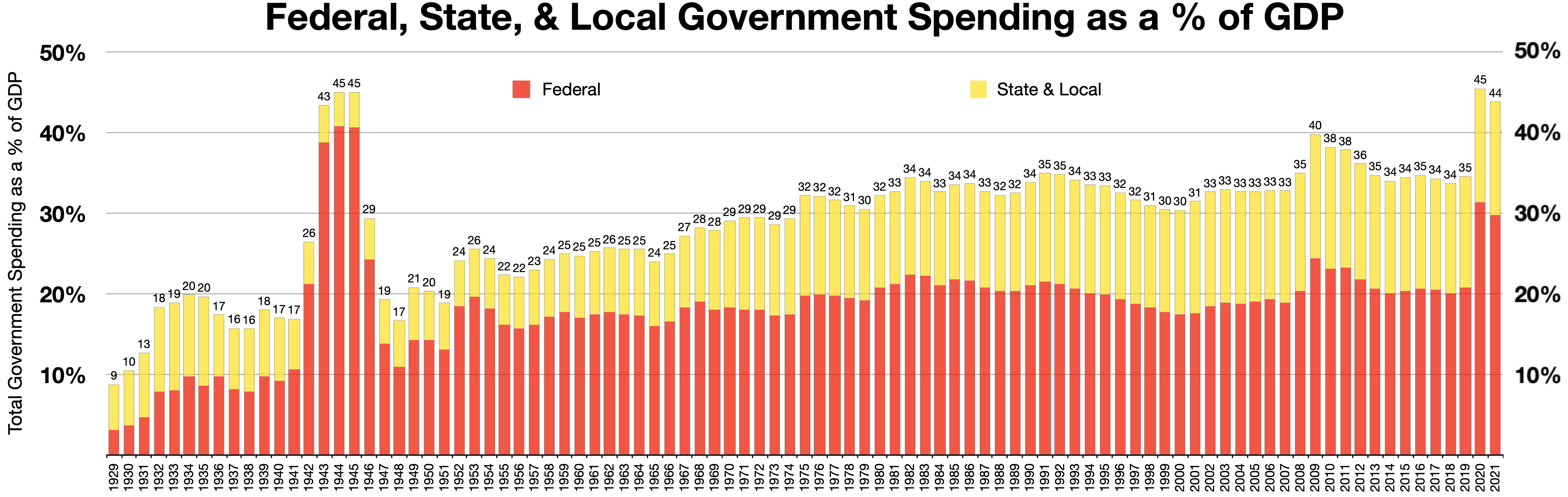
주 및 지방 지출의 GDP 대비 비율
연방 지출의 GDP 대비 비율

2017년 정부 조사에 따르면 주(2조 3천억 달러) 및 지방(1조 9천억 달러) 정부의 총 지출은 3조 7천억 달러이다. 총계가 각 부분의 합보다 적은 것은 중복되는 정부 간 거래를 제외하기 위함이다. 각 주별로 자세한 수입 및 지출 범주에 대한 데이터와 각 주의 지방 정부 총계에 대한 데이터가 제공된다.
20세기 초에는 미국 정부 지출의 대부분이 지방 차원에서 이루어졌다. 그러나 제1차 세계 대전과 제2차 세계 대전의 결과로 연방 지출은 주 및 지방 지출에 비해 증가했으며, 1930년대에는 주 및 지방 정부 지출이 정부 지출의 절반 미만을 차지했다. 2019년에는 연방 지출이 GDP의 20% 이상을 차지했으며, 주 및 지방 지출은 GDP의 약 17%를 유지했다. 그 결과, 최근 몇 년 동안 주 및 지방 정부는 총 정부 지출의 약 45%를 차지한다. 주 및 지방 정부 지출은 일반적으로 6가지 광범위한 범주에서 이루어진다: 초등학교 및 중등 교육, 고등 교육, 보건, 복지, 경찰 및 안전, 교통. 지난 수십 년 동안 주 차원의 교육 자금은 감소했지만, 보건 자금은 두 배 이상 증가했다.
연방 정부는 종종 예산 적자(정부 지출이 정부 세수를 초과하는 경우)를 겪지만, 주 정부는 일반적으로 균형 예산을 유지한다. 균형 예산은 특정 연도의 정부 지출이 해당 연도의 정부 수입과 같을 때이다. 이러한 높은 재정 균형 정도는 미국 대부분의 주에 균형 예산 요건이 있기 때문이다. 균형 예산 요건은 정부가 매년 예산을 균형 있게 유지하여 정부 지출이 정부 수입과 같도록 요구하는 법률이다. 균형 예산 요건에는 사후 균형 예산 요건과 사전 균형 예산 요건의 두 가지 유형이 있다. 사후 균형 예산 요건은 정부가 매 회계연도 말까지 예산을 균형 있게 맞춰야 한다고 규정하는 반면, 사전 균형 예산 요건은 주가 매 회계연도 시작 시점에 균형 예산을 채택해야 한다고 규정한다. 사전 균형 예산 요건은 미래 비용 및 수입 성장에 대한 추정치와 가정에 의존하므로 더 쉽게 조작될 수 있다.

### 캘리포니아
2018년 현재 인구 약 4천만 명으로 캘리포니아는 연간 주 지출이 단연 가장 크지만, 인구 20개 소규모 주보다 1인당 기준으로는 더 낮다. 캘리포니아는 특히 의료 및 복지 프로그램에 대해 연방 정부로부터 상당한 금액의 자금을 받지만, 주 자체 내에서도 큰 지출이 있다. 1인당 기준으로 캘리포니아는 인구가 적은 12개 주보다 연방 자금을 덜 받는다. 캘리포니아 재정부에 따르면 캘리포니아주의 2017-2018년 확정된 주 예산은 1,800억 달러 이상의 주 자금을 포함한다. 아래 표 1에서 볼 수 있듯이, 캘리포니아주의 2017-2018년 확정된 주 예산 개요를 제공한다. 표에서 보듯이 의료와 K12 교육은 캘리포니아주의 주 자금 지출에서 가장 큰 부분을 차지한다. 가장 큰 의료 지출은 캘리포니아 저소득 가구를 위한 의료 보험 프로그램인 캘리포니아의 메디칼 프로그램이다. 또한, 의료 지출은 여성 건강 서비스, 중독 치료, 치과에 중점을 둔다. 표 1에서 보듯이 캘리포니아는 또한 고등 교육, 경찰, 교통에 상당한 지출을 하며, 환경 보호 및 기타 활동에는 더 적은 자금이 할당된다.
| 주 정부 기관              | 주 자금 (수십억 달러) | 총액 대비 비율 (%) |
| ------------------------- | --------------------- | ------------------ |
| 의료                      | $60.3                 | 33%                |
| K12 교육                  | $54.2                 | 30%                |
| 고등 교육                 | $15.4                 | 8%                 |
| 교정 및 재활              | $13.9                 | 8%                 |
| 교통                      | $13.0                 | 7%                 |
| 일반 정부                 | $7.9                  | 4%                 |
| 입법, 사법 및 행정        | $6.7                  | 4%                 |
| 천연 자원                 | $5.2                  | 3%                 |
| 환경 보호                 | $3.2                  | 2%                 |
| 비즈니스 및 소비자 서비스 | $1.7                  | 1%                 |
| 기타                      | $1.6                  | 1%                 |
| 총계                      | $183.3                | 100%               |